# Jaktorów (gemeente)
De gemeente Jaktorów is een landgemeente in het Poolse woiwodschap Mazovië, in powiat Grodziski (Mazovië).
De zetel van de gemeente is in Jaktorów.
Op 30 juni 2004 telde de gemeente 9885 inwoners.

## Oppervlakte gegevens
In 2002 bedroeg de totale oppervlakte van gemeente Jaktorów 55,24 km², waarvan:
- agrarisch gebied: 78%
- bossen: 8%

De gemeente beslaat 15,06% van de totale oppervlakte van de powiat.

## Demografie
Stand op 30 juni 2004:
| Omschrijving                   | Totaal | Totaal | Vrouwen | Vrouwen | Mannen | Mannen |
| ------------------------------ | ------ | ------ | ------- | ------- | ------ | ------ |
| eenheid                        | aantal | %      | aantal  | %       | aantal | %      |
| inwoners                       | 9885   | 100    | 5053    | 51,1    | 4832   | 48,9   |
| bevolkingsdichtheid (inw./km²) | 178,9  | 178,9  | 91,5    | 91,5    | 87,5   | 87,5   |

In 2002 bedroeg het gemiddelde inkomen per inwoner 1236,34 zł.

## Administratieve plaatsen (sołectwo)
Bieganów, Budy-Grzybek, Budy Michałowskie, Stare Budy (sołectwa: Stare Budy A en Stare Budy B), Budy Zosine, Chyliczki, Grądy, Henryszew, Jaktorów (sołectwa: Jaktorów A en Jaktorów B), Jaktorów-Kolonia, Międzyborów, Sade Budy.

## Aangrenzende gemeenten
Baranów, Grodzisk Mazowiecki, Radziejówice, Wiskitki, Żyrardów